# Vandalsko Kraljevstvo
Vandalsko Kraljevstvo bilo je kraljevstvo plemena Vandala.
Prostiralo se obalom današnjeg Alžira, Tunisa s bližim zaleđem te obalom današnje zapadne Libije. Osim toga, zauzimalo je Balearske otoke, Korziku i Sardiniju. Na sjeverozapadu i zapadu je graničilo s Vizigotskim Kraljevstvom, a na sjeveru i sjeveroistoku s Ostrogotskim Kraljevstvom. U Africi su ga okruživala maurska, berberska i tuareška plemena. Jedno vrijeme su mu južni susjedi bili Rimsko-Maursko Kraljevstvo, Aurasij i Capsa.

## Povijest
Nastalo je kad se Gajzerik, koji je 427. postao vandalski kralj, 429. iskrcao u Africi s 80.000 vojnika.
Razlozi dolaska na to područje nisu sasvim poznati. Pretpostavlja se da ih je pozvao guverner Bonifacije, ali ne postoji sloga u znanstvenoj zajednici o ovome. Nekoliko godina poslije, 435. Vandali su sklopili mir s Rimom, no primirje su prekršili četiri godine poslije, kad je vandalski kralj 439. zauzeo i opljačkao Kartagu. Od te je godine Kartaga prijestolnica vandalske države.
Vandali su imali veliku flotu. Pustošili su obalama obaju carstava. Iz tog je razdoblja po zlu poznato vandalsko pljačkanje Rima iz 455., kad su ga dva tjedna pljačkali. Razlog dolaska se opet više nalazi u legendama nego u jasnim povijesnim izvorima. Legenda je da ih je u pomoć pozvala zapadnorimska carica Eudokija radi osvete caru Petroniju Maksimu, jer ju je prisilio da s njim sklopi brak i to nakon što joj je ubio supruga, cara Valentinijana III. Drugi izvor govori da ih je papa Lav I. uvjerio neka se zadovolje pljačkom, ali da grad i njegove stanovnike poštede pustošenja. Nije se do kraja razjasnilo je li i koliko papin utjecaj spasio Rim, no znanstvenici se slažu da je Vandalima jedino plijen bio na pameti. Kasniji opisi ovog događaja bili su jako pretjerani.
462. godine vandalska država obuhvaćala je područje rimske provincije Afrike, otoka Sicilije, Sardinije, Korzike i Baleara.
Korijene raspada Vandalskog Kraljevstva može se naći kao i kod inih germanskih država na tlu bivšeg Rimskog Carstva:  ubrzo je počelo propadati zbog razlike u vjeri i narodu između Germana i Rimljana.
Vandali su, kao predani arijanci, bili još gori od ostalih Germana po pitanju odnosa prema pravovjernim kršćanskim Rimljanima. Biskupe je kralj Gajzerik kažnjavao smjenom s položaja, progonstvom te smrću, a vjernike bi, ako su bili državni dužnosnici dao smijeniti i zaplijeniti njihovu imovinu. No kralj je svoje podanike katolike štitio dok god su njegovi odnosi s Bizantom bili prijateljski. Gajzerik je umro 477. godine, a prema načelu seniorata na vlast je došao najstariji član dinastije. Kralja je naslijedio njegov sin Hunerik (477. – 484.). On je bio nesposoban vladar. U početku je štitio katolike bojeći se sukoba s Bizantom, no 482. je otpočeo žestoke progone. Njegov rođak kralj Guntamund (484. – 496.) obustavio je progone i zaštitio katolike. Fanatični kralj Trasamund (496. – 523.) obnovio je progone, koji nisu bili toliko krvavi. Za vladavine Hilderika (523. – 530.) ponovno je uspostavljena vjerska tolerancija, pa su se u Africi održavale i biskupske sinode. No takvoj se politici usprotivio kraljev rođak Gelimer, na čiju je stranu stala i Crkva. Gelimer (530. – 534.) je svrgnuo Hilderika i sam zavladao. Hilderik je 533. godine ubijen. Ubojstvo zakonitog kralja i Gelimerova uzurpacija dobro su došli Bizantu kao povod za rat. Bizantski vojskovođa Belizar iskrcao se u Africi i porazio Vandale. Bivša rimska provincija Afrika postala je bizantska provincija, a Gelimer je dobio velika imanja. Vandali su ubrzo nestali iz povijesti.

## Kraljevi
1. Gejzerik (428. – 477.)
2. Hunerik (477. – 484.)
3. Guntamund (484. – 496.)
4. Trasamund (496. – 523.)
5. Hilderik (523. – 530.)
6. Gelimer (530. – 534.)